# ダイゴホマレ
ダイゴホマレは、日本の競走馬。第25回東京優駿（日本ダービー）優勝馬である。

## 馬生
ゴールデンウエーブ以来2頭目の地方競馬出身の東京優駿優勝馬であり、父も同じミナミホマレであった。地方時代は8戦8勝。全日本三才優駿を制して中央競馬に移籍した。
中央初戦のオープン戦は2着に敗れたが、オープン戦、弥生賞、スプリングステークスと3連勝。皐月賞は3着とし、東京優駿のトライアル競走であるNHK盃では、のちにクラシック三冠すべてで2着になるという珍記録を成し遂げるカツラシユウホウを下した。
東京優駿では1番人気こそNHK杯で破ったカツラシユウホウに譲ったが、ダイゴホマレはマイペースで逃げ、そのカツラシユウホウの追い上げをハナ差凌ぎきった（このときの鞍上・伊藤竹男騎手は初の昭和生まれのダービージョッキーとなった）。その後はオープン戦で1勝したが、大レースでは活躍することなく引退している。セントライト記念でノド鳴りが原因で惨敗した際には鞍上の境勝太郎騎手がたまらず「こんな馬がよくダービー勝てたね。」と発言するほどであった。
種牡馬としてはまったく振るわず、母の父としてマサイチモンジ（京都4歳特別）を出したにとどまっているが、オーナーに大切にされて長生きし、晩年まで産駒を送り出していた。今もごくわずかながらダイゴホマレの血を引く繁殖牝馬は残っている。

## 東京優駿でのエピソード
前述の通り、東京優駿では最後の直線でカツラシユウホウとの叩き合いになったが、この時カツラシユウホウに騎乗していた蛯名武五郎は、ムチに手を伸ばした伊藤に「竹男、叩くな！押せ！」と言った逸話が残っている。蛯名は「（追い比べでは）ムチで叩いたほうは横へのわずかな反動だけ敗ける」と、馬をビッシリ追う時でもムチを使わない騎手であった。
この声を聴いたという渡辺正人（タイセイホープに騎乗し3着）は、「あのせり合いで（伊藤が）ムチを使っていたら──。おそらくハナ差は逆になっていたに違いない。敵に塩を送った名騎手・蛯名武五郎の騎手道だとぼくは思う」と述べている。

## 血統表
| ダイゴホマレの血統（ブランドフォード系 / 5代までアウトブリード） | ダイゴホマレの血統（ブランドフォード系 / 5代までアウトブリード） | ダイゴホマレの血統（ブランドフォード系 / 5代までアウトブリード） | （血統表の出典）  | （血統表の出典） |
| 父 ミナミホマレ 1939 鹿毛                                        | 父の父*プリメロ Primero 1931 鹿毛                                | Blandford                                                        | Swynford          | Swynford         |
| 父 ミナミホマレ 1939 鹿毛                                        | 父の父*プリメロ Primero 1931 鹿毛                                | Blandford                                                        | Blanche           |                  |
| 父 ミナミホマレ 1939 鹿毛                                        | 父の父*プリメロ Primero 1931 鹿毛                                | Athasi                                                           | Farasi            | Farasi           |
| 父 ミナミホマレ 1939 鹿毛                                        | 父の父*プリメロ Primero 1931 鹿毛                                | Athasi                                                           | Athgreany         |                  |
| 父 ミナミホマレ 1939 鹿毛                                        | 父の母フロリスト 1919 栗毛                                       | *ガロン Gallon                                                   | Gallinule         | Gallinule        |
| 父 ミナミホマレ 1939 鹿毛                                        | 父の母フロリスト 1919 栗毛                                       | *ガロン Gallon                                                   | Flair             |                  |
| 父 ミナミホマレ 1939 鹿毛                                        | 父の母フロリスト 1919 栗毛                                       | 第四フロリースカツプ                                             | *インタグリオー   | *インタグリオー  |
| 父 ミナミホマレ 1939 鹿毛                                        | 父の母フロリスト 1919 栗毛                                       | 第四フロリースカツプ                                             | *フロリースカツプ |                  |
| 母 トキフジ 1946 鹿毛                                            | 母の父トキノチカラ 1936 鹿毛                                     | *トウルヌソル Tournesol                                          | Gainsborough      | Gainsborough     |
| 母 トキフジ 1946 鹿毛                                            | 母の父トキノチカラ 1936 鹿毛                                     | *トウルヌソル Tournesol                                          | Soliste           |                  |
| 母 トキフジ 1946 鹿毛                                            | 母の父トキノチカラ 1936 鹿毛                                     | *星谷 Secure                                                     | Purchase          | Purchase         |
| 母 トキフジ 1946 鹿毛                                            | 母の父トキノチカラ 1936 鹿毛                                     | *星谷 Secure                                                     | Jura              |                  |
| 母 トキフジ 1946 鹿毛                                            | 母の母ホンフジ 1936 鹿毛                                         | *ルフエーヴル Lefevre                                            | Shetland          | Shetland         |
| 母 トキフジ 1946 鹿毛                                            | 母の母ホンフジ 1936 鹿毛                                         | *ルフエーヴル Lefevre                                            | Light Heart       |                  |
| 母 トキフジ 1946 鹿毛                                            | 母の母ホンフジ 1936 鹿毛                                         | *マラルビ Meralbi                                                | Chantemerle       | Chantemerle      |
| 母 トキフジ 1946 鹿毛                                            | 母の母ホンフジ 1936 鹿毛                                         | *マラルビ Meralbi                                                | Gulabi F-No.C10   |                  |